# Fortunato de São Boaventura
Fortunato de São Boaventura (Alcobaça, 30 de abril de 1777 – Roma, 6 de dezembro de 1844) cedo entrou na vida cistercience do Mosteiro de Alcobaça, onde fez os primeiros estudos. Mais tarde veio a doutorar-se em Teologia na Universidade de Coimbra, onde foi nomeado Lente, em 1812, vindo até a assinar várias investigações históricas. Nos conturbados anos que se seguiram a 1820, declarou-se acérrimo defensor do regime monárquico tradicionalista., sendo conselheiro do rei D. Miguel I desde 1831, é, também, em Roma delegado pontifício para o Reino de Portugal.
Terá sido sócio da Academia Real das Ciências de Lisboa.

## Biografia
No reinado de D. Miguel, e em plena Guerra Civil, foi nomeado Arcebispo Metropolitano de Évora, no ano 1832. Como o Cabido da Sé era formado por uma maioria dos Cónegos liberais, D. Fr. Fortunato de São Boaventura, forte apoiante da monarquia tradicional e do Rei D. Miguel, teve algumas dificuldades. A sua estada na Arquidiocese durou apenas dois anos, pois com a vitória da Guerra Civil liberal de 1834, o novo rei D. Pedro IV de Portugal forçou-o a acompanhar o seu irmão no exílio, de onde não mais voltou. Tendo com ele, percorrido Londres, Paris e Roma, vindo a falecer aí em 1844, declarando-se sempre como o legítimo Arcebispo de Évora.
Anteriormente e por último, após a morte do padre António José Guião, em 1836, assumirá o papel de [chefe de Estado]] do reino sombra, assim como  também substituirá António Ribeiro Saraiva como chefe do Partido Legitimista no exílio.
Em 1944, em Évora, tiveram lugar as Comemorações Centenárias em honra de D. Frei Fortunato de São Boaventura, por iniciativa do então Arcebispo de Évora D. Manuel Mendes da Conceição Santos.

## Obras
- Collecção de ineditos portuguezes dos seculos XIV e XV, que ou foram compostos originalmente, ou traduzidos de varias linguas, por monges cistercienses deste reino. Ordenada e copiada fielmente dos manuscritos do mosteiro de Alcobaça

- Historia chronologica, e critica da real abbadia de Alcobaça, da congregação cisterciense de Portugal

- Commentariorum de Alcobacensi mstorum bibliotheca libri tres in quibus haud pauca ad rem litterariam illustrandam, ac fortassis augendam facienta, hucusque abdita, reserantur (1827)

- Summario da vida, acçoens e gloriosa morte do senhor D. Fernando, chamado o Infante Santo

- Noticias biograficas do Marechal Beresford

- Portugal e Italia : litteratos portuguezes na Italia ou collecção de subsidios para se escrever a historia litteraria de Portugal

- Um manuscrito de D. Fr. Fortunato de S. Boaventura sobre Diogo Lopes Rebelo

- A Contra mina; periíodico moral, e político
- Introducçaõ ao Mastigoforo : ou, Exame do discurso sobre amnistias, embutido na Gazeta de Lisboa (nº 25)

- Oração panegyrica que no dia natalicio do mui alto e poderoso rei o senhor D. Miguel I…

- Documento original da maçonaria portugueza : ou, Terceiro ensaio anti-religioso que hum sacerdote Pedreiro Livre dirigio em data de 20 de abril de 1826 para Lisboa ao excellentissimo senhor A. P.

- Memorias para a vida da Beata Mafalda, Raina de Castella, e reformadora do Mosteiro de Arouca

- Noticias biograficas de Lord visconde Wellington

- Breves reflexões á historia chronologica e critica da R. Abbadia de Alcobaça

- Anti-Palinuro ou Defensa, que em abono dos primeiros dous numeros do desengano

- A religião offendida pelos seus chamados protectores: ou, Manifesto das injurias que o governo francez intruso em Portugal ha feito à religião catholica romana, e aos seus ministros : dirigido, e proclamado a todos os portuguezes
- O Punhal dos Corcundas (1823)
- A Religião Offendida pelos seus chamados protectores ou manifesto das injúrias que o Governo Francez Intruso em POrtugal ha feito à Religião Católica Romana e a seus Ministros. (folheto)
- O Francezismo desmascarado, ou exame das formas de que actualmente se revestiu aquela manhosa seita. (folheto)
- A Gratidão da Pátria aos distinctos serviços do leal e valoroso corpo dos voluntários académicos, em a ditosa expulsão do intruso Governo Francez. (folheto)
- (Memórias) acerca das pessoas e escritos
- (Memórias) sobre o começo, progresso e decadencia da Litteratura Graga em Portugal, desde o princípio da Monarchia até o Reinado del Rei D. José I, e da Litteratura Hebraica entre os portugueses catholicos romanos"
- Ensaio de um índice de palavras, provérbios, sentenças moraes e phrases, que a língua portuguesa tomou da grega sem intermédio da latina.
- De Ajuntamento de Boos Dictos e Palavras
- Oração Fúnebre (a D. Carlota Joaquina - 1830)
- Tradução, notas críticas e históricas da obra: Vida e Milagres de Santo António de Lisboa (1830)
- Protestação contra o schisma declarado na cidade do Porto
- Catecismo das Principais Verdades Tocantes aos Schisma (1835)
- Formula Honestae Citae (transcrição e trasladação desta obra de São Martinho de Dume
- Ensaio de uma dissertação histórica (1833)- 1856)
- (Cartas) Voz da Igreja, clamores e providencias do Pastor Supremo (1838)
- Vida de Santa Teresa (manuscrito)
- Memórias para a vida da Rainha D. Thereza (manuscrito)
- Continuação das Chronicas Geraes da Ordem Cisterciense de Manrique desde o século XIII até o XIX (manuscrito)
- Diccionario dos homens illustres de Portugal que floresceram em Itália com o juizo sobre as suas obras (ed. António de Portugal de Faria com o nome de "Portugal e Itália" em 1905)